# Manuel J. Rodríguez-Acosta de Palacios
Manuel José Rodríguez-Acosta de Palacios (1840-1912) fue un político, banquero y empresario español, diputado en las Cortes de la Restauración.

## Biografía
Nació en 1840. Banquero y hombre de negocios, fue diputado a Cortes por la circunscripción de Granada, delegado regio y presidente del Consejo provincial de Industria y Comercio de Granada. Fue condecorado con la condición de caballero gran cruz de Isabel la Católica. A Rodríguez Acosta, cuya casa bancaria había sido fundada por su padre, Maura le confió la dirección del partido conservador en Granada. Fallecido el 14 de julio de 1912 en Granada, fue padre del pintor José María Rodríguez-Acosta.